# Драгановец
Драгановец е село в Североизточна България. То се намира в община Търговище, област Търговище.

## История
Археологически разкопки на 1,8 км южно от селото разкриват върху възвишението Хоро тепеси селищна могила от неолита и халколита и късноантично укрепление. В местността „Манастира“ са разкрити останки от тракийско светилище от II-IV век. През V век върху него е построена християнска църква, която продължава да се използва и през Средновековието, когато около нея се развива некропол. Сградата има обходни галерии или според други автори – допълнителни кораби, което би я направило единствената петкорабна базилика в днешна България.
Според предания Драгановец носи името си от старобългарското село Драганица. То се намирало в местността Дрянцъ на около 3 км западно от Драгановец. Според легендата името на селото е дошло от красивата мома Драганка, която живеела в селото и пеела чудно хубаво. Ясният и силен глас достигал до местността „Хорището“, където пладнувал със стадото си нейният любим. Оттам той и пригласял с медения си кавал. В нейна чест селото било наречено с. Драганица, т.е селото на Драганка. След падане под османска власт, старото село било изгорено, част от населението избито, а останалите заселени на мястото на сегашното село Драгановец. Преданието вървяло от поколение на поколение, затова след освобождението селото било отново преименувано на Драгановец.

## Забележителности
На 2,5 км южно от Драгановец, в местността Боаза или Манастиря, се намира тракийско светилище, базилика, късноантично и средновековно селище. Това е археологически комплекс, обявен за паметник на културата от местно значение, който се състои от:
Тракийско светилище от II-IV в.
Първите археологически проучвания са тясно свързани с разкриването на пещ за строителна керамика от ІІ-ІV в. Производството на керамиката е предназначено за изграждане на базиликата и принадлежащите ѝ сгради. Както пещта, така и тракийското светилище, и по-късно изградената петкорабна базилика върху неговите основи са проучени през 1969 – 1971 г. от Казимир Попконстантинов, уредник през този период в отдел „Археология“, музей Търговище, а сега професор по Археология във ВТУ „Св. св. Кирил и Методий“.
Светилището има правоъгълна форма (15 на 19,5 м). Първоначално се е състояло от две помещения, а впоследствие е прибавено още едно. Основите са градени от ломени камъни и кал. В насипа са намерени 111 цели и фрагментирани плочки, посветени на Аполон, който е наречен с епитета Аулосадос, две на Зевс, статуйки на Тракийския конник, керамика и монети от Аврелиан (270 г.) и Клавдий Готски (268 г.). Светилището е съществувало в периода II-IV в.
Базилика
По-късно върху неговите основи се построява базилика (20 на 18 м.). Тя е петкорабна с три апсиди, наос и нартика. Основите ѝ са градени от ломени камъни и бял хоросан. Към един втори строителен период принадлежи екзонартиката, използвана и през българската епоха. Около нея са разкопани останки от жилища. Източно от базиликата се намират две крепости – „Хоро тепеси“ (ІІ-V в.) и „Марна кале“ (ІV-VІІ; ІХ-ХІV в.). Крепостта „Хоро тепеси“ е построена върху селище от енеолитната епоха.
Корабна базилика
Византийска петкорабна базилика от V-VI в., единствената открита в България.
Керамична пещ
Пещ за строителна керамика, построена в съседство и във връзка с изграждането на базиликата.

## Население
Численост на населението според преброяванията през годините:
| \| Година на преброяване \| Численост \| \| --------------------- \| --------- \| \| 1934 \| 989 \| \| 1946 \| 1002 \| \| 1956 \| 953 \| \| 1965 \| 837 \| \| 1975 \| 752 \| \| 1985 \| 644 \| \| 1992 \| 557 \| \| 2001 \| 484 \| \| 2011 \| 468 \| \| 2021 \| 320 \| |           |
| Година на преброяване | Численост |
| 1934 | 989       |
| 1946 | 1002      |
| 1956 | 953       |
| 1965 | 837       |
| 1975 | 752       |
| 1985 | 644       |
| 1992 | 557       |
| 2001 | 484       |
| 2011 | 468       |
| 2021 | 320       |

### Етнически състав
Преброяване на населението през 2011 г.
Численост и дял на етническите групи според преброяването на населението през 2011 г.:
|                     | Численост | Дял (в %) |
| Общо                | 468       | 100.00    |
| Българи             | 15        | 3.20      |
| Турци               | 268       | 57.26     |
| Цигани              | 180       | 38.46     |
| Други               | 0         | 0.00      |
| Не се самоопределят | 5         | 1.06      |
| Неотговорили        | 0         | 0.00      |

## Обществени институции
- Кметство

### Образование
- Основно училище „Свети свети Кирил и Методий“
- Народно читалище „Христо Ботев 1927“
- Детска градина № 5 Червената Шапчица

## Редовни събития
- 8 септември – Празник на баклавата – от 2015 г.
- 6 май – Ежегоден събор на селото